# Aeroporto di Graz
L'Aeroporto di Graz-Thalerhof (IATA:GRZ, ICAO:LOWG) è uno scalo aereo situato a 9,3 km dal centro di Graz, in Austria.